# 遠攝鏡頭

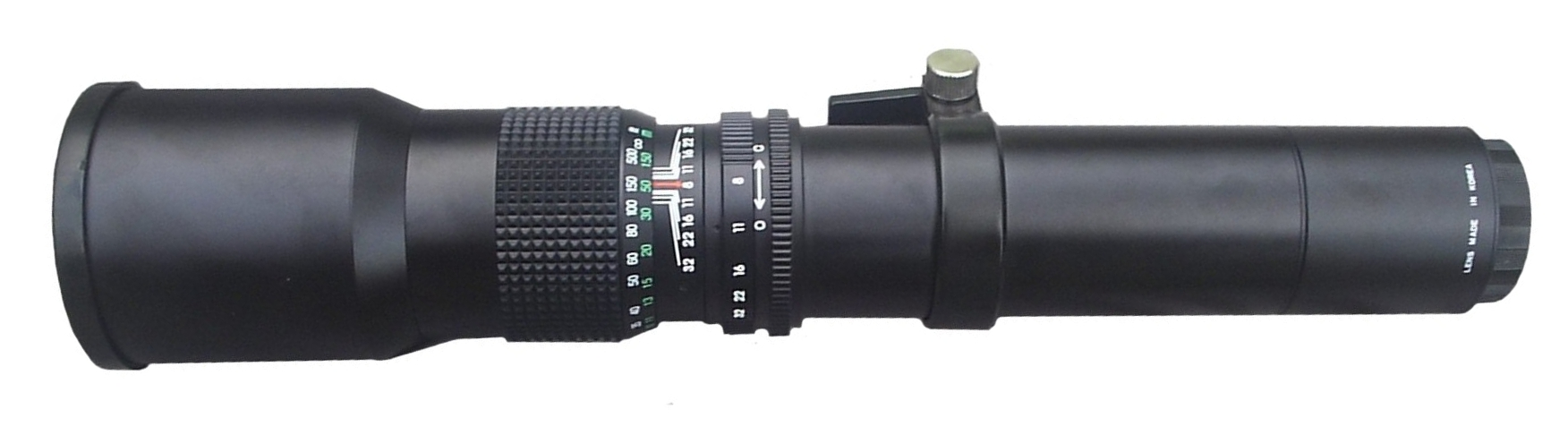
遠攝鏡頭

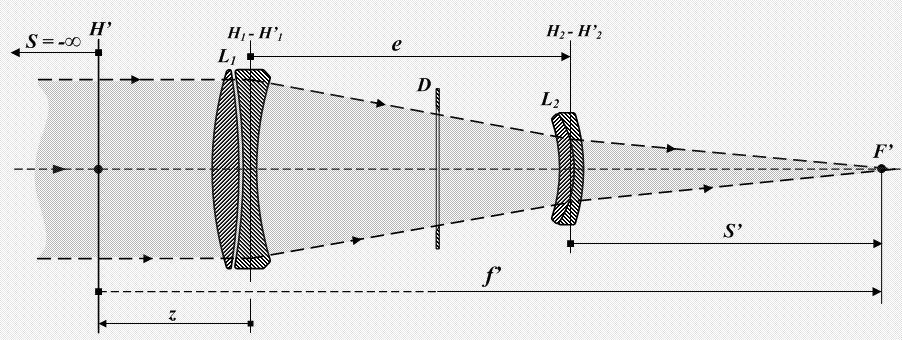
折射式遠攝鏡頭的光學示意圖
L1 - 正長焦鏡片組
L2 - 負長焦鏡片組
D - 光闌（diaphragm）

遠攝镜頭，或稱為長焦距鏡頭、长焦镜头、望遠鏡頭，俗稱大炮，一般是焦距50mm以上的鏡頭，視角狹窄，景深短，價格通常隨焦距增加而作幾何級上升。一般用於拍攝遠距離主體，如生態攝影及運動攝影。由於鏡身較重及景深短 ，比較容易因手震而出現失焦，而快門要求亦較高。
在智能手机上，部分中高端手机也配备有长焦镜头，宣传上一般称为「X倍光學变焦」。如主摄鏡頭為等效23mm，长焦鏡頭為等效70mm，在宣传上可能被称为“3倍光學变焦”。这類藉由切換多個鏡頭達成變焦功能與利用單個變焦鏡頭所達成的光学变焦有所不同。
遠攝鏡頭也分有其他子類型，像是中遠射鏡頭：視野在30°和10°之間（轉換135焦距為67mm至206mm之間）；以及超遠攝鏡頭：鏡頭視野8°到小於1 °的視野（轉換135焦距超過300mm）。

### 拍照效果
當相機與被攝物的距離與光圈值保持不變時，鏡頭焦距越大時，視角越小，畫面容納的物體越少，背景與前景的大小越相近，同時影深越短。
- 28 mm （广角镜头）
- 50 mm （中焦镜头）
- 70 mm
- 210 mm